# Nadège Loiseau
Pour les articles homonymes, voir Loiseau.

Nadège Loiseau (née en 1977 à Roubaix) est une réalisatrice française.

## Biographie
Nadège Loiseau est diplômée de l’École supérieure des arts appliqués et du textile (ESAAT) de Roubaix et de Sup de création (École supérieure de créatifs en communication). Elle commence une carrière dans la communication avant de se tourner vers le cinéma par la réalisation de courts métrages.
Elle est membre du collectif 50/50 qui a pour but de promouvoir l’égalité des femmes et des hommes et la diversité dans le cinéma et l’audiovisuel,.

## Carrière professionnelle
En 2007, elle signe Une femme parfaite, une première réalisation pour Les Films faits à la maison, une série de courts-métrages commandée par Canal+. La réalisatrice tourne Le Locataire en 2012, un second court prémisse à son premier long métrage, Le Petit Locataire sorti en salles en 2016.
La comédie d'auteur coécrite avec Fanny Burdino, Mazarine Pingeot et Julien Guetta, évoque la grossesse tardive de Nicole, 49 ans, une mère de famille incarnée par Karin Viard. Le film réunit également Philippe Rebbot, Hélène Vincent, Manon Kneusé, Antoine Bertrand, Stella Fenouillet, Raphaël Ferret et Côme Levin.

## Filmographie

### Courts métrages
- 2007 : Une femme parfaite, collection Les Films faits à la maison de Canal+
- 2012 : Le Locataire

### Longs métrages
- 2016 : Le Petit Locataire
- 2022 : Trois fois rien

### Séries télévisées
- 2009 : Profilage (TF1)
- 2020 : Une belle histoire, saison 1 (France 2)
- 2021 : Christmas Flow, saison 1 (Netflix)